# Xavier Krebs
Pour les articles homonymes, voir Krebs.
Xavier Krebs, né le 11 janvier 1923 à Quimperlé (Finistère) et mort le 29 août 2013 à Montauban (Tarn-et-Garonne), est un peintre et céramiste français.

## Biographie
Xavier Krebs naît et grandit en Bretagne. Engagé volontaire pendant la Seconde Guerre mondiale, il participe aux campagnes de Tunisie, d'Italie, de France, d'Alsace et d'Allemagne. Son contrat le mène jusqu'à la guerre d'Indochine d'où il revient, meurtri, en 1949. Il se tourne alors vers une carrière de peintre qu’il débute en 1950 à Pont-Aven, dans l'ancien atelier de Paul Gauguin, et participe à des expositions collectives la même année au Salon d'automne à Paris. Toujours la même année, il travaille pour la faïencerie Keraluc à Quimper. Il s'intéresse alors à la technique des émaux qu'il utilise pour réaliser des décors abstraits. En 1953, il abandonne la céramique pour se tourner vers la peinture qui le mène vers l'abstraction. Correspondant de Madeleine Rousseau à Quimper pour Le Musée vivant, il s'intéresse aux peintres de l'abstraction lyrique.
Au début des années 1960, installé à Auvers-sur-Oise, Xavier Krebs participe à des expositions collectives et personnelles à Paris. De 1961 à 1971, parallèlement à son activité de peintre, il se remet à la céramique en compagnie de son épouse, Marion Blanc. Suzanne de Coninck, directrice des galeries de Beaune et de Verneuil, qui vient de publier Le Spirituel dans l'art de Kandinsky, expose alors régulièrement son travail à Londres, Istanbul, Madrid, Rome. Il réalise un grand panneau de céramique à Châteaulin (1960) et plusieurs reliefs muraux à Scaër (1967 et 1971), et Muzillac (1974). En 1964, il illustre un recueil de poèmes de Marcel Béalu.
Après quelques années en Touraine, il s'installe en 1977 dans le Tarn. Durant toutes ces années, il sera reconnu comme un peintre important du mouvement abstrait de l'après-guerre, participera à de nombreuses expositions de peinture à Paris, Lyon, Nantes, Les Sables-d'Olonne, Lausanne, et La Chaux-de-Fonds.

### Famille
Xavier Krebs est le père de l'écrivain Bruno Krebs, né en 1953 de son premier mariage, en 1951, avec Reine Bartève, comédienne.

## Collections et expositions
Ses œuvres sont conservées dans les collections du Musée des beaux-arts de Lyon, dans le Fonds national d'art contemporain, au Musée d'art moderne de la ville de Paris, et exposées au Musée Ingres de Montauban (qui lui consacra une rétrospective en 1996), à l'abbaye de Beaulieu (expositions en 1979 et en 2007 avec la rétrospective « 50 ans de peinture »), ainsi qu'au musée de l'abbaye Sainte-Croix aux Sables-d'Olonne (en 1975) et au musée des beaux-arts de Brest (Paysage dans une île, 1958, isorel monté sur châssis, 61 x 50 cm). Cette œuvre a été exposée en 1958 à la galerie Saluden à Brest.
En 2013, le musée de Cahors Henri-Martin organise une exposition consacrée à l'artiste et intitulée « Les Seuils du rêve », — selon Xavier Krebs lui-même, sa « plus belle exposition ».

## Style pictural
L'œuvre peint de Xavier Krebs est constitué par de grandes périodes stylistiques nourries de ses rencontres et influences multiples (Jean Degottex, Simon Hantaï, René Duvillier, Marcelle Loubchansky associés à l'abstraction lyrique, l'art japonais — notamment celui du peintre Fujiwara Takanobu — et ses voyages en Inde).
Après une courte période figurative, il se tourne vers l'abstraction lyrique, dans des toiles au noir profond (Signes, 1954-1967). À ces œuvres, il oppose la géométrie des Seuils (1966-1975) et des Shogun ou, plus exactement, des Hommages à Takanobu (1975-1978), dans lesquelles il explore les variations de la couleur par des superpositions successives, disposées en grands à-plats. Vient ensuite la série des Empreintes (1986-1999), cadencée par les longues marches en Inde. À la fin de cette période apparaît une nouvelle abstraction fondée sur « une réminiscence d'une image intérieure ancienne » (rochers, chemins). Des Stèles en hommage à Victor Segalen, des Miroirs à prédelle, il passe aux Trois Gorges puis à des Triangles, horizons avec un petit triangle en perspective.

À propos de la série des Trois Gorges qui sont issues des peintures précédentes à prédelle, Krebs écrit : 

« Elles se mirent à ressembler étrangement aux gorges du Yang-zi, du moins à une photo que j'avais vue de ces gorges, avec des à-pic impressionnants. Ainsi sont nées les Trente-cinq vues du barrage des Trois-Gorges. »

## Publications
- Xavier Krebs, Le Pin, éditions Réciproques, Montauban, 2003
- Rétrospective Krebs - Hommage à Victor Segalen, catalogue de l'exposition organisée du 11 juillet au 30 septembre 2009 à l'école des filles, éditions Françoise Livinec, Paris, 2009
- Le Carnet japonais, livre d'artiste imprimé à 100 exemplaires, tous signés de l'artiste, avec trois planches en piézographie, Association des amis du musée Henri-Martin, Cahors, 2013
- Les Seuils du rêve, catalogue de l'exposition Xavier Krebs du 23 mars au 10 juin 2013], musée de Cahors Henri-Martin, 2013